# Ornacieux-Balbins
Ornacieux-Balbins község Franciaország Auvergne-Rhône-Alpes régiójában, Isère megyében. Új községként 2019. január 1-jén jött létre Ornacieux és Balbins község egyesítésével. Lakosainak száma 878 fő (2022. január 1.).

## Népesség
| Lakosok száma | 844  | 846  | 849  | 859  | 868  | 878  |
|               | 2017 | 2018 | 2019 | 2020 | 2021 | 2022 |